# Judô nos Jogos Paralímpicos de Verão de 2020
As competições de judô nos Jogos Paralímpicos de Verão de 2020 foram disputadas entre 27 e 29 de agosto de 2021 no Nippon Budokan, em Tóquio, Japão. Foram disputados 13 eventos, sendo sete categorias masculinas e seis femininas. Os atletas que disputaram o judô possuem algum tipo de deficiência visual.

## Qualificação
A qualificação é baseada no ranking mundial da Federação Internacional dos Desportos para Cegos de 2020. Um total de 136 atletas de 41 nações foram classificados através do ranking, garantindo que cada CPN tenha no máximo um atleta por categoria.

## Medalhistas

### Evento Masculino
| Evento                    | Ouro                                 | Prata                               | Bronze                            |
| ------------------------- | ------------------------------------ | ----------------------------------- | --------------------------------- |
| Até 60 kg (Detalhes)      | Vugar Shirinli AZE Azerbaijão        | Anuar Sariyev KAZ Cazaquistão       | Recep Çiftçi TUR Turquia          |
| Até 60 kg (Detalhes)      | Vugar Shirinli AZE Azerbaijão        | Anuar Sariyev KAZ Cazaquistão       | Alex Bologa ROU Romênia           |
| Até 66 kg (Detalhes)      | Uchkun Kuranbaev UZB Uzbequistão     | Sérgio Ibáñez ESP Espanha           | Yujiro Seto JPN Japão             |
| Até 66 kg (Detalhes)      | Uchkun Kuranbaev UZB Uzbequistão     | Sérgio Ibáñez ESP Espanha           | Namig Abasli AZE Azerbaijão       |
| Até 73 kg (Detalhes)      | Feruz Sayidov UZB Uzbequistão        | Temirzhan Daulet KAZ Cazaquistão    | Rufat Mahomedov UKR Ucrânia       |
| Até 73 kg (Detalhes)      | Feruz Sayidov UZB Uzbequistão        | Temirzhan Daulet KAZ Cazaquistão    | Osvaldas Bareikis LTU Lituânia    |
| Até 81 kg (Detalhes)      | Huseyn Rahimli AZE Azerbaijão        | Davurkhon Karomatov UZB Uzbequistão | Eduardo Ávila Sánchez MEX México  |
| Até 81 kg (Detalhes)      | Huseyn Rahimli AZE Azerbaijão        | Davurkhon Karomatov UZB Uzbequistão | Lee Jung-min KOR Coreia do Sul    |
| Até 90 kg (Detalhes)      | Vahid Nouri IRI Irã                  | Elliot Stewart GBR Grã-Bretanha     | Hélios Latchoumanaya FRA França   |
| Até 90 kg (Detalhes)      | Vahid Nouri IRI Irã                  | Elliot Stewart GBR Grã-Bretanha     | Oleksandr Nazarenko UKR Ucrânia   |
| Até 100 kg (Detalhes)     | Chris Skelley GBR Grã-Bretanha       | Ben Goodrich USA Estados Unidos     | Sharif Khalilov UZB Uzbequistão   |
| Até 100 kg (Detalhes)     | Chris Skelley GBR Grã-Bretanha       | Ben Goodrich USA Estados Unidos     | Anatolii Shevchenko RPC           |
| Mais de 100 kg (Detalhes) | Mohammadreza Kheirollahzadeh IRI Irã | Revaz Chikoidze GEO Geórgia         | Ilham Zakiyev AZE Azerbaijão      |
| Mais de 100 kg (Detalhes) | Mohammadreza Kheirollahzadeh IRI Irã | Revaz Chikoidze GEO Geórgia         | Choi Gwang-geun KOR Coreia do Sul |

### Evento Feminino
| Evento                   | Ouro                             | Prata                               | Bronze                             |
| ------------------------ | -------------------------------- | ----------------------------------- | ---------------------------------- |
| Até 48 kg (Detalhes)     | Shahana Hajiyeva AZE Azerbaijão  | Sandrine Martinet FRA França        | Viktoriia Potapova RPC             |
| Até 48 kg (Detalhes)     | Shahana Hajiyeva AZE Azerbaijão  | Sandrine Martinet FRA França        | Yuliia Ivanytska UKR Ucrânia       |
| Até 52 kg (Detalhes)     | Cherine Abdellaoui ALG Argélia   | Priscilla Gagné CAN Canadá          | Alesia Stepaniuk RPC               |
| Até 52 kg (Detalhes)     | Cherine Abdellaoui ALG Argélia   | Priscilla Gagné CAN Canadá          | Nataliya Nikolaychyk UKR Ucrânia   |
| Até 57 kg (Detalhes)     | Sevda Valiyeva AZE Azerbaijão    | Parvina Samandarova UZB Uzbequistão | Lúcia Teixeira BRA Brasil          |
| Até 57 kg (Detalhes)     | Sevda Valiyeva AZE Azerbaijão    | Parvina Samandarova UZB Uzbequistão | Zeynep Çelik TUR Turquia           |
| Até 63 kg (Detalhes)     | Khanim Huseynova AZE Azerbaijão  | Iryna Husieva UKR Ucrânia           | Wang Yue CHN China                 |
| Até 63 kg (Detalhes)     | Khanim Huseynova AZE Azerbaijão  | Iryna Husieva UKR Ucrânia           | Nafisa Sheripboeva UZB Uzbequistão |
| Até 70 kg (Detalhes)     | Alana Maldonado BRA Brasil       | Ina Kaldani GEO Geórgia             | Kazusa Ogawa JPN Japão             |
| Até 70 kg (Detalhes)     | Alana Maldonado BRA Brasil       | Ina Kaldani GEO Geórgia             | Lenia Ruvalcaba MEX México         |
| Mais de 70 kg (Detalhes) | Dursadaf Karimova AZE Azerbaijão | Zarina Baibatina KAZ Cazaquistão    | Meg Emmerich BRA Brasil            |
| Mais de 70 kg (Detalhes) | Dursadaf Karimova AZE Azerbaijão | Zarina Baibatina KAZ Cazaquistão    | Carolina Costa ITA Itália          |